# Maturino da Firenze

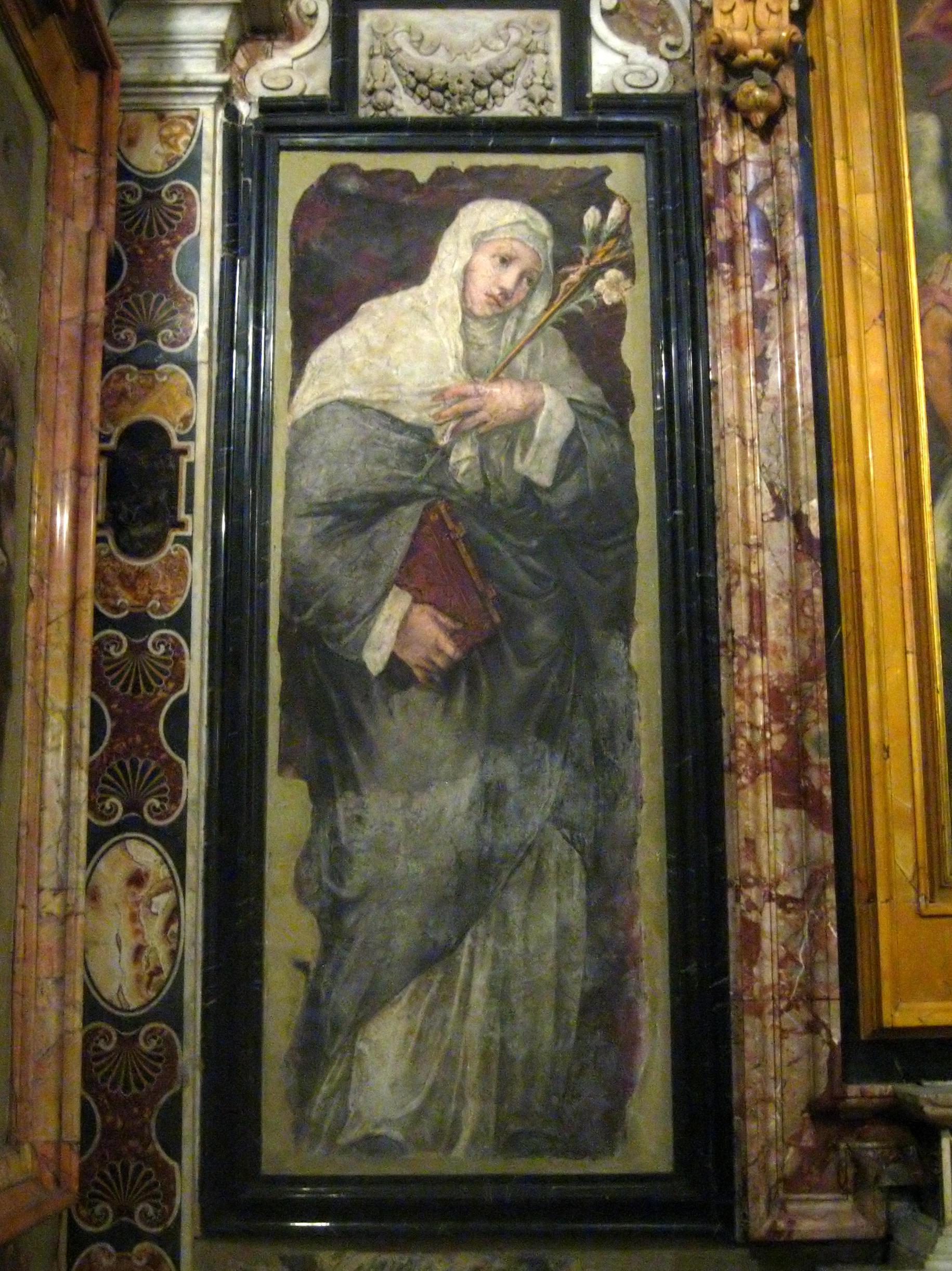
Santa Caterina da Siena, opera di Polidoro da Caravaggio e Maturino da Firenze, in San Silvestro al Quirinale, Roma (c. 1525).

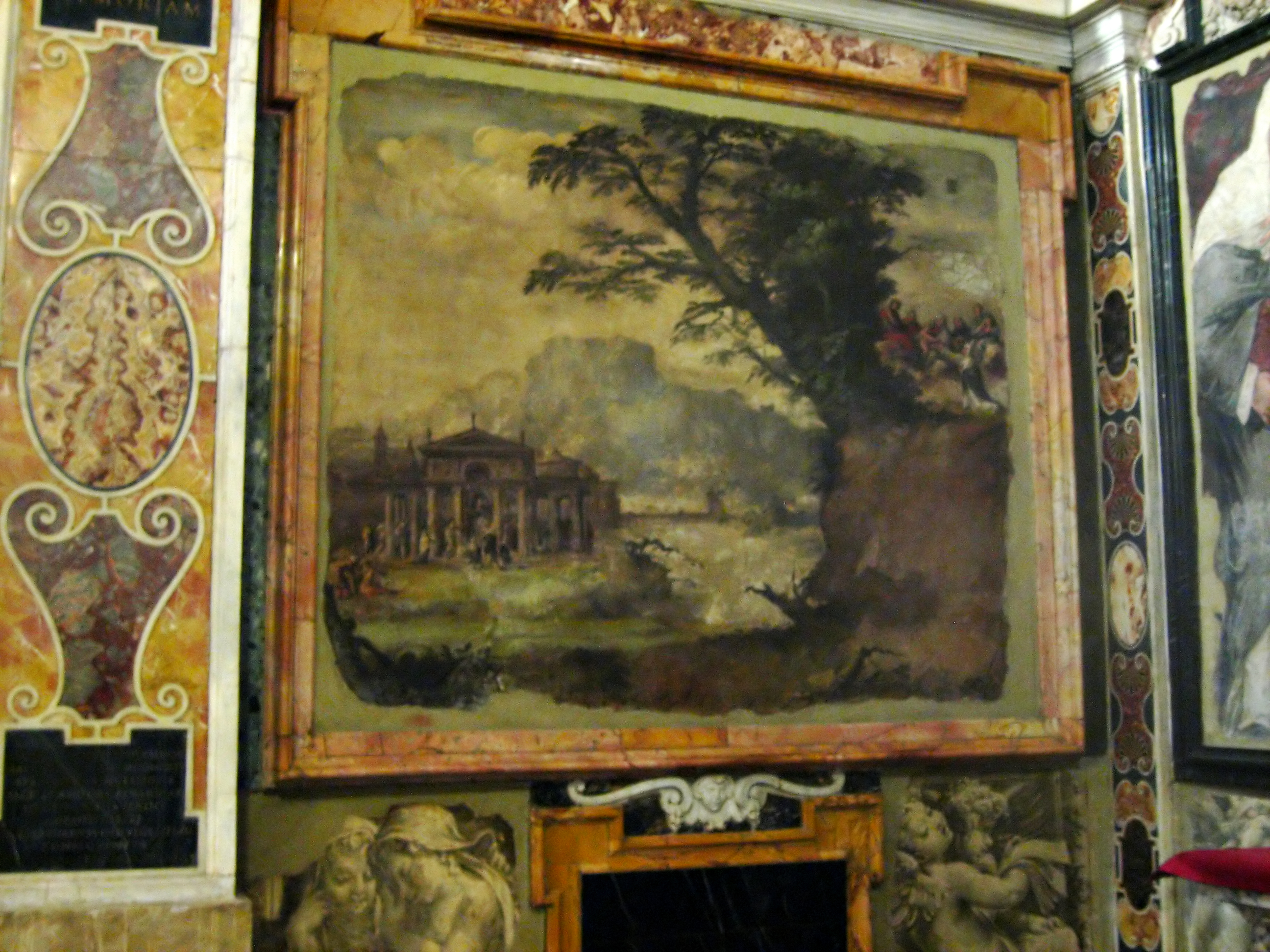
Paesaggio di Polidoro da Caravaggio e Maturino da Firenze, San Silvestro al Quirinale, Roma (c. 1525).

Maturino da Firenze (Firenze, 1490 – Roma, 1528) è stato un pittore italiano, attivo a Roma durante il Rinascimento.

## Biografia
Nato a Firenze, conosciamo ben poco della sua formazione iniziale. Sappiamo che Maturino fu probabilmente figlio di un pittore e che fu attivo soprattutto a Roma dove lavorò a stretto contatto con Polidoro da Caravaggio, prevalentemente come pittore di facciate di palazzi.
Giorgio Vasari nel suo Le vite de' più eccellenti pittori, scultori e architettori non fa distinzione fra Maturino e Polidoro, dedicando ai due pittori un unico capitolo. Ma studi recenti tenderebbero a considerare l'apporto di Maturino come minimo rispetto al lavoro comune.
(Giorgio Vasari, Le vite de' più eccellenti pittori, scultori e architettori, Firenze, 1754, pagg. 40-41)
Molte fonti sostengono che Maturino sia morto intorno al 1528, mentre altri studiosi ipotizzano che sia deceduto l'anno precedente durante il sacco di Roma.